# Asano Nagasato
Asano Nagasato (永里 亜紗乃, Nagasato Asano, Atsugi, 24 januari 1989) is een Japans voormalig voetbalster.

## Carrière

### Clubcarrière
Nagasato begon haar carrière in 2007 bij Nippon TV Beleza. Ze tekende in 2013 bij Turbine Potsdam. In 2016 beëindigde zij haar carrière als voetbalster.

### Interlandcarrière
Nagasato nam met het Japans elftal onder 20 deel aan het WK onder 20 in 2008.
Nagasato maakte op 29 juli 2009 haar debuut in het Japans vrouwenvoetbalelftal tijdens een vriendschappelijke wedstrijd tegen Duitsland. Zij nam met het Japans elftal deel aan de wereldkampioenschappen vrouwenvoetbal in 2015. Japan behaalde zilver op de wereldkampioenschappen. Ze heeft 11 interlands voor het Japanse vrouwenelftal gespeeld en scoorde daarin een keer.

## Statistieken
| Japans vrouwenvoetbalelftal | Japans vrouwenvoetbalelftal | Japans vrouwenvoetbalelftal |
| Jaar                        | Wed.                        | Dlp.                        |
| --------------------------- | --------------------------- | --------------------------- |
| 2009                        | 3                           | 0                           |
| 2010                        | 0                           | 0                           |
| 2011                        | 1                           | 0                           |
| 2012                        | 0                           | 0                           |
| 2013                        | 2                           | 0                           |
| 2014                        | 1                           | 1                           |
| 2015                        | 4                           | 0                           |
| Totaal                      | 11                          | 1                           |